# Gervaisia cultrifera
Gervaisia cultrifera är en mångfotingart som beskrevs av Karl Wilhelm Verhoeff 1906. Gervaisia cultrifera ingår i släktet Gervaisia och familjen Doderiidae. Inga underarter finns listade i Catalogue of Life.